# Macroglossus minimus
Macroglossus minimus је врста слепог миша из породице великих љиљака.

## Распрострањење
Врста је присутна у Аустралији, Брунеју, Вијетнаму, Индонезији, Камбоџи, Малезији, Папуи Новој Гвинеји, Сингапуру, Соломоновим острвима, Тајланду и Филипинима.

## Станиште
Врста Macroglossus minimus има станиште на копну.
Врста је по висини распрострањена од нивоа мора до 2.250 метара надморске висине.

## Начин живота
Женка обично окоти по једно младунче.

## Угроженост
Ова врста није угрожена, и наведена је као последња брига јер има широко распрострањење.

### Популациони тренд
Популација ове врсте је стабилна, судећи по доступним подацима.